# Gógánfa
Gógánfa község Veszprém vármegyében, a Sümegi járásban. A település eredetileg Szent István magyar király korától az 1950-es megyerendezésig Zala vármegyéhez tartozott.

## Fekvése
A Marcal jobb partján fekszik; a szomszédok települések: északkeletről Ukk, délkeletről Zalagyömörő, északnyugatról pedig Dabronc. A legközelebbi város Sümeg, körülbelül 9 kilométerre délkeletre. Veszprém, Zala és Vas vármegyék hármashatára közelében helyezkedik el, Veszprémtől 80 kilométerre. A termőtalaj rossz, kavicsos, homokos.[forrás?]

### Megközelítése
A főútvonalak elkerülik, központján a 7337-es út halad át, és itt ér véget a Zalagyömörőtől induló 7329-es út is. A Sümeg-Zalaegerszeg közti 7328-as úttal (Kisvásárhelyen keresztül) egy alsóbbrendű mellékút kapcsolja össze.
Vonattal megközelíthető a Tapolca–Sümeg–Ukk-vasútvonalon.

## Nevének eredete
Több eredete is lehet a település nevének.
Az egyik változat alapján elnevezése a Gógán személynévből ered. A "-fa" utónév a "falva" lerövidített formája. 1281-ben Gógánfalvaként szerepel. Névadója Gógán várispán, akinek birtoka volt Dabronctól délre.
Más változat szerint törökdúlás idején egy Gógán nevű uraságé volt a falu. A települést nádas vette körül. A törökök nem tudták bevenni. A törököket egy lány vezette át a nádason. Az uraság háza körül fahasábokból álló kerítés volt. A jobbágyság ezt kihuzgálta, és ezzel verte vissza a törököt. Így lett a falu neve Gógán-fa.[forrás?]

## Történelme
Gógánfa Árpád-kori település. Nevét már 1231-ben említették, mint Gógán comes fiainak birtokát. E névből alakult ki később a mai Gógánfalva elnevezés.
A középkorban a Mihályfi, a Dömölki családok, és Gógán Mihály birtokolták. 1567-ben I.Miksa király Hosszútóti Györgynek adományozta. Ekkor 20 jobbágy élt itt. A birtokaprózódás a 17-18. században egyre nőtt, 1780-ban már 18 volt a közbirtokosok száma.
A termőtalaj rossz, kavicsos, homokos. 1720-ban a szántók az erdők között, az irtáson fekszenek. A művelés kétnyomású. A rét egyszer kaszálható, a Marcal folyó sok kárt okoz áradásaival. Az emberek legelőt, szántót, szőlőt bérelnek a szomszéd határokon. A falunak 1599-ben van molnára, 1613-ban a Marcal vize hajtotta Ányos Kristóf kétkerekű malmát, ami 1705-ig szerepel az adójegyzékben.
A török időkben a lakosság nagy része elmenekült: 1542-ben 8 lakott portája volt. 1598-ban mindössze 2. 1553-tól adót fizettek a töröknek. 1588-94 és 1602-19 között pusztán állt. A 17. század végétől a katonatartás terhei miatt, a falu 1711-re teljesen eladósodott. Ugyanebben az évben 11 lakost ragadott el a pestis. Ezután, 50 év alatt a lakosság megháromszorozódott. Az 1770-es összeírásból kitűnik, hogy jelentősebb lett az állattartás. Ekkor 14 pásztort, 1 takácsot, 1 kovácsot jeleztek az adónyilvántartások.
A lakosság római katolikus vallású. Templom 1762-63-ban épült Szent János tiszteletére. A falu tanítóját a nép alkalmazta a földesúr és a plébános jóváhagyásával. 1777-től a fiúkat írni és olvasni, a lányokat csak olvasni a tehetségesebbeket pedig számolni tanította.
18. század végén fejlettségével kiemelkedett szomszédai közül. 1785-ben a 725 fő lakosságból 15 nemes, 47 paraszt, 40 polgár, 102 zsellér volt. A jobbágyfelszabadítás után főleg gabona, kukorica és burgonya termesztéssel, állattenyésztéssel foglalkoznak.
1925-ben három termes iskola működött 3 tanítóval.A faluban 1 bolt és egy kocsma működött, amely a Hangya Fogyasztási Szövetkezet kezében volt. Az első termelőszövetkezet 1951-ben alakult. Később egyesült a zalagyömörőivel és a sümegivel. Elsősorban búzát, kukoricát és pillangósokat termeltek. Gyümölcsösükben almát, szilvát termesztettek. A község határában a zalaszentgróti Állami gazdaságnak volt alma- és körtegyümölcsöse. Ezt később kivágták, helyén szántóföld lett.
1949-ben villamosították a községet. Kultúrház, orvosi rendelő, iskola, óvoda és könyvtár épült. Az ÁFÉSZ élelmiszerboltot, vegyesboltot, takarmány- és húsboltot, tüzépet és gázcsere-telepet létesített. Utakat, járdákat építettek. A TSz. 200 férőhelyes szakosított szarvasmarhatelepet és gépműhelyt hozott létre. A sajtgyárat 1955-ben korszerűsítették. Az államosítás előtt a Stauffer testvéreké volt. Ma már nem működik. Gógánfa 1950-ben került Veszprém megyéhez. Tanácsi székhelyközség lett.[forrás?]

## Közélete

### Polgármesterei
- 1990–1994: Gadolla Ottmár (független)[3]
- 1994–1998: id. Berki Zoltán (független)[4]
- 1998–2002: id. Berki Zoltán (független)[5]
- 2002–2006: id. Berki Zoltán (független)[6]
- 2006–2010: Damjanovics József (független)[7]
- 2010–2014: Damjanovics József (független)[8]
- 2014–2019: Nagy Róbert (független)[9]
- 2019–2024: Nagy Márta (független)[10]
- 2024– : Nagy Márta (független)[1]

## Intézmények
- Óvoda
  - Gógánfai Tündérkert Óvoda
- Iskola
  - Gógánfai Fekete István Általános Iskola Archiválva 2022. január 7-i dátummal a Wayback Machine-ben

A feljegyzések szerint Gógánfán 1779-ben már létezett iskola. 1903-ig egy tanerővel működött. 1926-tól 3 tanítót alkalmaztak. 1930-ban az egyházközösség állami segítséggel megszerezte az elegáns Külley kastélyt iskola alapítása céljából. 1948-ban az állam tulajdonába került. Az iskolák történetében az 1974 mérföldkő. Az addig önállóan működtetett dabronci, gógánfai és ukki iskolák egyesültek. Az iskolák együttműködése 17 évig tartott. A rendszerváltozást követően 1991-ben mindhárom község önálló iskolát alapított. Az önálló működtetési forma 5 évig tartott. Gógánfa és Ukk községek 1996-ban újra együttműködési megállapodást kötöttek és közösen működtették az iskolát. Az iskola 2000-ben felvette Fekete István író nevét. 2007. május 15-én a dabronci iskola társulásával, immár 8 önkormányzat hozta létre az új iskolát működtető intézményfenntartó társulást. A létrehozott társulásban az általános iskolai intézmény Gógánfa székhellyel, Ukk és Dabronc telephellyel 3 intézményegységben működött 2012. december 31-ig. 2013. január 1-től iskolánkat a Klebelsberg Intézményfenntartó Központ működteti. 2014. június 06-án az ukki telephely megszűnt, az 5. és a 6. osztályos tanulók Dabroncon folytatták a tanulmányaikat, így a felső tagozat valamennyi osztálya a dabronci telephelyen kapott elhelyezést. Ezzel egy 2007 óta tartó folyamat ért véget, melynek eredményeképpen a felsős gyermekek sokkal jobb körülmények között tevékenykedhetnek, a pedagógusok egységesebb rendszerben dolgozhatnak. Tehát, ettől az időponttól kezdve a Gógánfai Fekete István Általános Iskola Gógánfa székhellyel és Dabronc telephellyel végzi munkáját. 2017. január 1-től iskolánk fenntartója és működtetője a Balatonfüredi Tankerületi Központ.

## Népesség
A település népességének változása:
| Lakosok száma | 796  | 797  | 815  | 789  | 752  | 715  | 696  |
|               | 2013 | 2014 | 2015 | 2021 | 2022 | 2023 | 2024 |

A 2011-es népszámlálás során a lakosok 88,4%-a magyarnak, 0,5% németnek, 3,3% cigánynak mondta magát (11,6% nem nyilatkozott; a kettős identitások miatt az végösszeg nagyobb lehet 100%-nál). A vallási megoszlás a következő volt: római katolikus 82,4%, református 0,6%, evangélikus 1,6%, felekezeten kívüli 1,5% (13,1% nem nyilatkozott).
2022-ben a lakosság 91,2%-a vallotta magát magyarnak, 2,5% cigánynak, 0,7% németnek, 0,3% görögnek, 0,1-0,1% örménynek, bolgárnak és ruszinnak, 0,9% egyéb, nem hazai nemzetiségűnek (8,8% nem nyilatkozott; a kettős identitások miatt a végösszeg nagyobb lehet 100%-nál). Vallásuk szerint 57,8% volt római katolikus, 1,2% evangélikus, 0,7% református, 0,3% görög katolikus, 0,9% egyéb keresztény, 0,5% egyéb katolikus, 7% felekezeten kívüli (31,5% nem válaszolt).

## Híres emberek
- Huszti Szabolcs (1983–) válogatott labdarúgó

## Nevezetességei
- Gyömörey-kastély
- Külley-kastély